# Javier Escrivá
Javier Escrivá de Scorcia y Berges (València; 21 de juliol de 1930 – Medina del Campo, Valladolid; 18 de juliol de 1996) va ser un actor valencià.

## Biografia
Diplomat en Genealogia, Heràldica i Dret Nobiliari, es trasllada des de la seva ciutat natal a Madrid, on inicia la seva trajectòria interpretativa, que, condicionada pel seu físic, li porta a interpretar papers de galant, encara que també abunden els personatges turmentats de caràcter dramàtic.
La fama li arriba el 1959 en interpretar al missioner (avui sant) Pare Damià en la pel·lícula Molokai, la isla maldita, de Luis Lucia, que obté un rotund èxit entre el públic espanyol.
Malgrat l'èxit de la pel·lícula, comença a llaurar-se una carrera en el teatre, on interpreta obres com El cerco de Numancia, Julio César, Llama un inspector, Fuenteovejuna, Divinas palabras, Tango, Cyrano de Bergerac o La celestina.
El 1971 aconsegueix de nou un gran èxit, en protagonitzar la sèrie de TVE Visto para sentencia, després de la qual rellança la seva carrera tant en cinema com a televisió. En la pantalla gran se succeeixen els títols en els quals alterna drama i comèdia, treballant amb directors com Pedro Olea, Pedro Lazaga o Eloy de la Iglesia.
En televisió intervé en diverses obres de l'espai Estudio 1, así como en las series Goya, Segunda enseñanza (1986) o Régimen abierto (1986) o Réquiem por Granada (1991).
En teatro, estrena a Antonio Buero Vallejo a Lázaro en el laberinto (1986) i reposa Don Juan Tenorio (1990), a l'Español, y La muralla (1993), de Joaquín Calvo Sotelo.
Apartat del món de la interpretació, els seus últims anys els dedica a la seva empresa de subhastes de joies i obres d'art, encara que va retornar a televisió amb les sèries Yo, una mujer (1996), de Ricardo Franco, i Este es mi barrio (1996), de Vicente Escrivá, ambdues per Antena 3.
Va morir en accident de trànsit.

## Premis
- 1959: Medalla del Cercle d'Escriptors Cinematogràfics al millor actor principal per Molokai.[3]
- Fotogramas de Plata al millor intèrpret de cinema espanyol (1959) per Molokai.
- Premi del Sindicat Nacional de l'Espectacle (1973) per El chulo.
- Premi Ondas

## Filmografia
- Hermana, pero ¿qué has hecho? (1995)
- El tesoro (1988)
- La diputada (1988)
- Veredicto implacable (1987)
- Nosotros en particular (1985)
- Los Embarazados (1982)
- Aquella casa en las afueras (1980)
- Mamá, levántate y anda (1980)
- Poseída (1978)
- La ocasión (1978)
- Suave, cariño, muy suave (1978)
- Secretos de alcoba (1977)
- Clímax (1977)
- ¡Susana quiere perder... eso! (1977)
- Marián (1977)
- Adulterio a la española (1976)
- Las camareras (1976)
- La noche de los cien pájaros (1976)
- La amante perfecta (1976)
- La Espuela (1976)
- Las bodas de Blanca (1975)
- El clan de los Nazarenos (1975)
- En la cresta de la ola (1975)
- Tu dios y mi infierno (1975)
- Juego de amor prohibido (1975)
- Los casados y la menor (1975)
- El amor empieza a medianoche (1974)
- El chulo (1974)
- Tormento (1974)
- Don Quijote cabalga de nuevo (1973)
- El vikingo (1972)
- La vuelta (1965)
- Isidro el labrador (1964)
- Los Muertos no perdonan (1963)
- Milagro a los cobardes (1962)
- La rana verde (1960)
- El Príncipe encadenado (1960)
- Molokai, la isla maldita (1959)